# Orom (település)
Orom (szerbül Ором / Orom) falu Szerbiában, a Vajdaságban, az Észak-bánsági körzetben. Közigazgatásilag Magyarkanizsa községhez tartozik. Földrajzilag Bácska északkeletei részén, mintegy 6500 hektár földterületen terül el. Magyarlakta település 1561 lakossal.

## Földrajz
Koordinátái 45° 59' földrajzi szélesség és 19° 50' keleti földrajzi hosszúság. Tengerszint feletti magassága 107–110 m.

## Története
1892-93-ban a vasútállomástól keletre (a csantavéri országút mentén) felépült az első iskola, és még ebben az évben lendületet kapott a tanyacsoportok építése az iskola környékén. Bár a vasútállomás körül is megkezdődött a tanyavilág koncentrálódása, Orom és Völgyes még hosszú ideig nem fejlődtek valódi falvakká, hanem továbbra is szétszórt települések maradtak hatalmas beépítetlen területekkel, ahol az egyes parasztgazdaságok távol estek egymástól.
Orom és környéke első telepesei túlnyomórészt magyarok voltak, akik Felső-Magyarországról és Szeged környékéről települtek ide. Közigazgatásilag Orom csak 1948. január 1-jén vált önállóvá Orom, Völgyes és Újfalu településekkel. Jelenleg a magyarkanizsai közigazgatási szervek helyi irodája működik, a helyi közösség pedig bizonyos mértékű autonómiát élvez.

## Népesség

### Demográfiai változások
| 1948 | 1953 | 1961 | 1971 | 1981 | 1991 | 2002 |
| ---- | ---- | ---- | ---- | ---- | ---- | ---- |
| 2909 | 2872 | 2612 | 2220 | 2007 | 1912 | 1561 |

## Közlekedés
Közlekedési helyzete kedvezőnek mondható, mivel áthalad rajta a Szabadka–Zenta–Óbecse-vasútvonal (a település a vasútállomás 1889-es felépülésével lett ismertebb), aszfaltút köti össze Szabadkával (19 km), Magyarkanizsával (21 km), Zentával (23 km) és a Röszke–Újvidék-autópályával (15 km).

## Testvértelepülése
- Köröstarcsa, Magyarország